# Mandalgeri, Yelbarga
Mandalgeri là một làng thuộc tehsil Yelbarga, huyện Koppal, bang Karnataka, Ấn Độ.